# Simon Tiemtoré
 (juin 2023).
Simon Tiemtoré, né en janvier 1974, est un homme d'affaires américain natif du Burkina Faso.
Il est l'un des principaux investisseurs au Burkina Faso, et un important investisseur en Afrique de l'Ouest, à travers sa société Lilium Capital, dont le siège est à New York.

## Biographie
Après des études de droit au Burkina Faso, il poursuit ses études à l'American University, puis à la New York University School of Law. Il est ensuite avocat fiscaliste chez Staden Harps à New York, puis avocat d'affaires chez PwC, puis chez Morgan Stanley. En 2012, il est embauché par la Banque africaine d'import-export au Caire. Avec son associé Didier Nkieré, il crée alors Lilium Capital.
Il quitte la Banque africaine d'import-export en janvier 2016. A la tête de Lilium, il achète une banque de Gambie qu'il rebaptise Vista Bank Group. Il achète Ayka Textile ainsi qu'une banque au Burkina Faso, et une entreprise pharmaceutique à Ouagadougou. 
Entre 2018 et 2020, il essaie, sans succès, de racheter la Banque togolaise pour le commerce et l’industrie (finalement rachetée par IB Holding, une société de Mahamadou Bonkoungou) et la Banque commerciale du Burkina. Il n'avait en effet pas réuni à temps les fonds nécessaires. Il en tirera les conséquences pour les acquisitions suivantes, en obtenant une ligne de crédit de la banque russe VTB.
En 2020, il achète les filiales de BNP Paribas au Burkina Faso et en Guinée, tout en échouant dans le rachat de la filiale de BNP Paribas au Mali qui est rachetée par la banque Atlantique de Bernard Koné Dossongui. 
En 2023, il conclut un accord avec la Société Générale pour le rachat de ses filiales au Congo Brazzaville et en Guinée,. Toujours au Congo, il finance la construction de la future cité gouvernementale de Brazzaville.
De même, il essaie de racheter le holding bancaire Oragroup avec l'appui financier de la BOAD,,.
En juillet 2025, une série d'articles de Jeune Afrique le qualifie de « Golden Boy ».